# Andrés Matonte
Andrés Matonte (* 30. března 1988, Uruguay) je uruguayský mezinárodní fotbalový rozhodčí, který působí také jako učitel tělesné výchovy.

## Kariéra
S tréninkem začal ve 20 letech v roce 2008 a v roce 2017 debutoval jako rozhodčí v uruguayské fotbalové lize při remíze 0:0 mezi Fénixem a River Plate Montevideo.
Od roku 2019 je mezinárodním rozhodčím FIFA. Pískal jihoamerické turnaje do 15 a 17 let 2019, jihoamerickou kvalifikaci na olympijské hry, Arabský pohár FIFA 2021 a jihoamerickou kvalifikaci na Mistrovství světa 2022 v Kataru. Díky svým výkonům byl Matonte vybrán jako jeden z rozhodčích pro již zmiňované Mistrovství světa 2022.